# Vermont Catamounts
Vermont Catamounts – nazwa drużyn sportowych University of Vermont w Burlington, biorących udział w akademickich rozgrywkach w America East Conference, Hockey East (hokej na lodzie) oraz Eastern Intercollegiate Ski Association (narciarstwo), organizowanych przez National Collegiate Athletic Association. 

## Sekcje sportowe uczelni

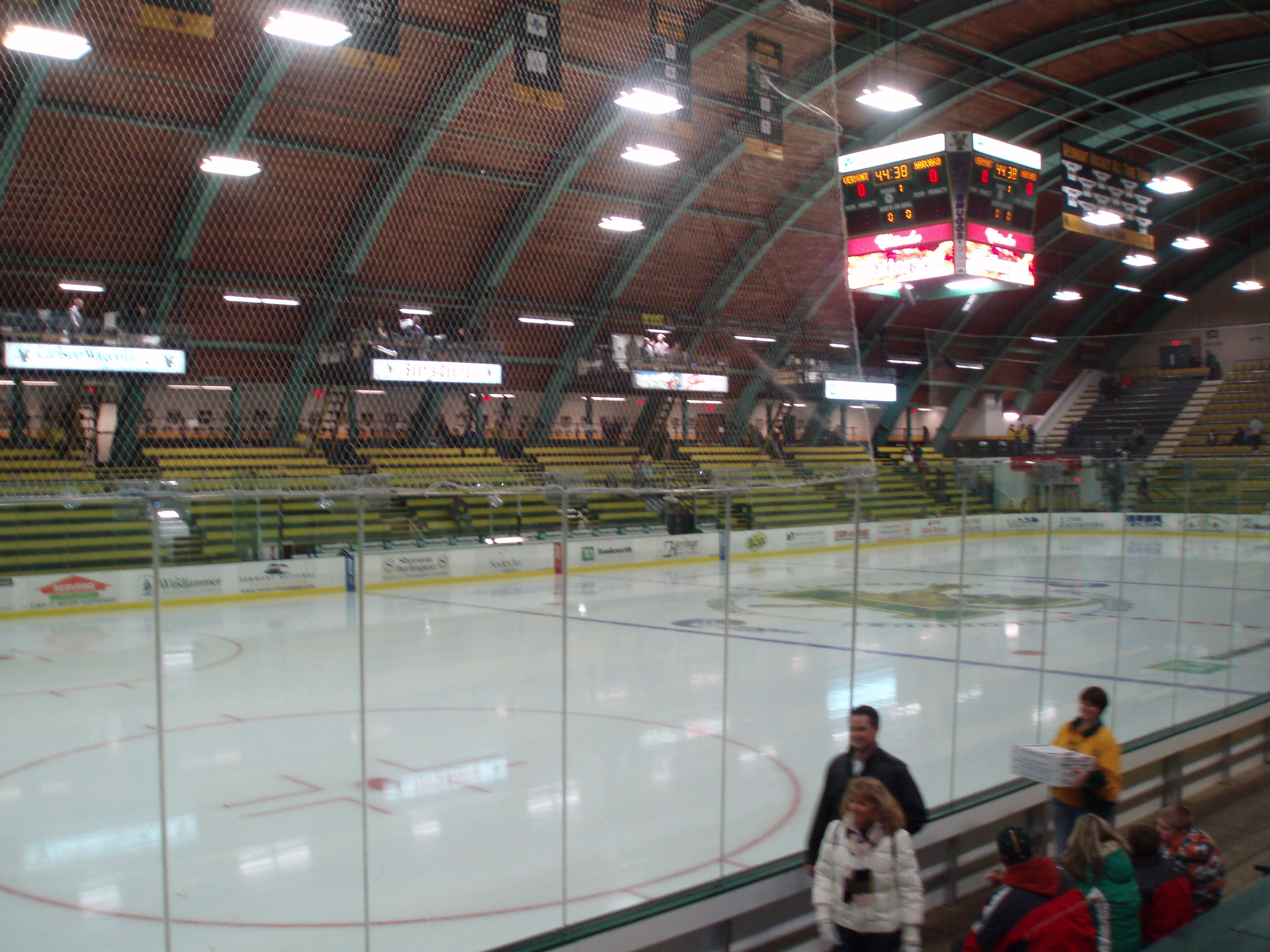
Gutterson Fieldhouse.

| Mężczyźni - bieg przełajowy - hokej na lodzie - koszykówka - lacrosse - lekkoatletyka - piłka nożna (1): 2024 Kobiety i mężczyźni - narciarstwo (6): 1980, 1989, 1990, 1992, 1994, 2012 | Kobiety - bieg przełajowy - hokej na lodzie - hokej na trawie - koszykówka - lacrosse - lekkoatletyka - piłka nożna - pływanie |

W nawiasie podano liczbę tytułów mistrzowskich NCAA (stan na 1 lipca 2015)

## Obiekty sportowe
- Gutterson Fieldhouse – hala sportowa o pojemności 4007 miejsc, w której odbywają się mecze hokeja na lodzie[5]
- Patrick Gymnasium – hala sportowa, w której rozgrywane są mecze koszykówki[6]
- Frank H. Livak Track & Field Facility – stadion lekkoatletyczny[7]
- Gardner-Collins Indoor Track – hala lekkoatletyczna[8]
- Virtue Field – stadion, na którym rozgrywane są mecze piłkarskie i lacrosse[9]
- Forbush Natatorium – hala sportowa z pływalnią[10]
- Moulton Winder Field – boisko do hokeja na trawie[11]